# Českomoravské strojírny
Českomoravské strojírny, akciová společnost, německy Böhmische-Mährische Maschinenfabrik A.G., byla strojírenská firma, jejíž jméno vzniklo přejmenováním společnosti Českomoravská-Kolben-Daněk v rámci perzekucí proti židovskému obyvatelstvu.

## Personální situace podniku
Českomoravská-Kolben-Daněk, akciová společnost byla jedinou velkou československou společností, kde neexistoval vliv zahraničního kapitálu. Většina akcií byla rozptýlena mezi drobné akcionáře. Česká Živnostenská banka s pěti většími majiteli vlastnili cca 34% akcií a firmu plně ovládali. Po obsazení Československa chtěli nacisté tyto poměry změnit. Získání akcií nebo výměna generálních ředitelů neměla být posledním krokem. Jejich úsilí směřovalo ke stavu, kdy samy podniky budou provádět jednoznačnou poněmčovací politiku. Germanizační snahy však omezila personální krize, kdy válečné úsilí nacistického Německa odčerpalo množství odborníků. Češi ve vedoucích funkcích se vyhnuli ztrátám svých pozic, pokud se před vpádem německých vojsk viditelně nevymezovali proti Němcům. Tato okolnostmi vynucená tolerance se netýkala židovských pracovníků. Antisemitské persekuce zasáhly i Ing. Dr. Emila Kolbena, který musel opustit správní radu společnosti Českomoravské-Kolben-Daněk.
Zbrojní výroba v Českomoravská-Kolben-Daněk byla tak důležitá, že již 30. srpna byl do podniku přidělen důstojník, který informoval německé úřady o výrobě, kapacitách technických i lidských, logistice, a ochraně před leteckými útoky. Dále Wehrmacht dosadil v únoru 1940 do správní rady generálplukovníka Wolfganga Weiganda, ředitele pražské zbrojní inspekce.    
V prosinci 1942 rezignoval na mandát v dozorčí radě dlouholetý vrchní ředitel Živnobanky Jaroslav Preiss.   

## Českomoravské strojírny, a. s.//Böhmisch-Mährische Maschinenfabrik A.G.
Kolbenovo jméno muselo zmizet i z názvu společnosti, a proto na valné hromadě akcionářů společnosti Českomoravská-Kolben-Daněk, a. s. dne 1. října 1940 byla společnost přejmenována na Českomoravské strojírny, a. s. resp. Böhmisch-Mährische Maschinenfabrik, A.G. Stávající logo „ČKD", které bylo na výrobcích a dopisních papírech Českomoravská-Kolben-Daněk vyměněno za logo „Praga".
Ještě dne 8. října 1940 vyšla reklama Českomoravské-Kolben-Daněk na vojenský automobil Praga RV v časopise Unsere Wehrmacht im Protektorat, ve kterém firma pravidelně inzerovalaPo několikaměsíční odmlce (dne 8. dubna 1941) vyšla reklama na Schlepper Praga T6 s logem Praga. Pozoruhodný je název Böhmisch-Mährische Maschinenfabriken, který liší od přijatého Böhmisch-Mährische Maschinenfabrik.
Drtivější dopad na židovské obyvatele měla arizace. Česká protektorátní vláda již týden po vpádu nacistických vojsk (21. března 1939) vydala výnos č. 87 Sb., který umožňoval ustanovení správců v podnicích židovských majitelů. Arizace však proběhla v režii říšského protektora, který zaregistroval zdrženlivost kapitálově silných subjektů při arizaci. Ve své měsíční zprávě z 16. března 1940 konstatoval, že u českého maloobchodu je zájem nesrovnatelně větší. Velké podniky, včetně společnosti Českomoravská-Kolben-Daněk těžily z arizace formou odkupování akcií židovských akcionářů.
Po zřízení protektorátu se německé koncerny a banky snažily o kapitálový vstup do společnosti. Navzdory těmto snahám zůstala vlastnická struktura nezměněna. 

## Hospodářská situace
Rostoucí hrozba nacionálně socialistického Německa měla za následek zvýšení zbrojních výdajů Československa, z kterého profitovaly všechny strojírenské firmy. Vypovídající jsou ekonomické výsledky prvního pololetí 1938, kdy zbrojní výroba „Českomoravské" představovala polovinu produkce, což byl skokový nárůst o 10 % proti předchozímu roku.
Mnichovská dohoda byla šokem pro ekonomickou situaci strojírenského průmyslu a především zbrojovek. Byly stornovány státní zakázky. Na dvorech továren ležely dokončené zakázky, které nebyly převzaty zákazníkem a proplaceny. Hodnota zakázek nepředaných Československé armádě činila u „Českomoravské" 150 mil. Kč. 
Firma měla v roce 1937 zahraniční zakázky v hodnotě téměř 200 mil. Kč. Zahraniční partneři nevěřili na budoucnost Československa a zakázky v roce 1938 spadly na polovinu. Ekonomická situace firmy byla tíživá, podobně jako společenská atmosféra Druhé republiky.
Vpád nacistických vojsk 15. března 1939 byl pro Československo katastrofou. Pro firmu však znamenal konec nejistoty a možnost plánování. Němci zařadili protektorát do svého prostoru, včetně toho ekonomického.
Hledala se řešení, jak vylepšit hospodářskou situaci firmy. Göringem byl překvapivě povolen vývoz sta tanků do Británie. Na povolení vývozu nutno pohlížet se znalostí situace: Hitlerovskému Německu se nedostávalo deviz. Útok na Polsko již byl naplánován, ale nemusel nevyhnutelně skončit válkou s Británií.

## Zbrojní program
Firma vyráběla protiletecké světlomety, které inovovala. Svá technická řešení chránila patenty. Patent 2774-32 přihlášený 21. dubna 1932 mechanicky vázal na osu světlometu  „naslouchač".  Patent 2775-32 přihlášený 21. dubna 1932 spoléhá pouze na akustická data předávaná z několika „naslouchačů" do kolimátorů, kterými lze zjistit prostorovou polohu a rychlost letadla.
Již před německou okupací podnik vyráběl tanky pro Československou armádu. V prosinci 1935 dodala továrna ve Slaném prvních 6 tanků Praga LT vz 34, dalších 44 tanků vyrobených v Praze dodala v průběhu roku 1936. Díky smlouvě s plzeňskou Škodou se firma podílela na výrobě lehkého tanku LT vz. 35. 
Celkem firma za okupace vyrobila 1443 tanků, 1661 těchto stíhačů a 496 samohybných děl. K těmto číslům je nutné ještě připočítat výrobu zcela nového stíhače tanků Hetzer, který ČKD vyrábělo ve spolupráci s plzeňskou Škodovkou. Celkem jich z linek sjely skoro tři tisíce, nejvíce v lednu 1945.
| technika                | označení                                                  | dělo          | období                    | kusy |  |
| ----------------------- | --------------------------------------------------------- | ------------- | ------------------------- | ---- |  |
| tank                    | Panzerkampwagen PzKpfw 38 (t) Asführung A                 |               | květen 1938–leden 1940    | 150  |  |
|                         | Panzerkampwagen PzKpfw 38 (t) Asführung B                 |               | leden 1940–květen 1940    | 110  |  |
|                         | Panzerkampwagen PzKpfw 38 (t) Asführung C                 |               | květen 1940–srpen 1940    | 110  |  |
|                         | Panzerkampwagen PzKpfw 38 (t) Asführung D                 |               | září 1940–listopad 1940   | 105  |  |
|                         | Panzerkampwagen PzKpfw 38 (t) Asführung E                 |               | listopad 1940–květen 1941 | 275  |  |
|                         | Panzerkampwagen PzKpfw 38 (t) Asführung F                 |               | květen 1941–říjen 1941    | 250  |  |
|                         | Panzerkampwagen PzKpfw 38 (t) Asführung S                 |               | květen 1941–říjen 1941    | 90   |  |
|                         | Panzerkampwagen PzKpfw 38 (t) Asführung G                 |               | říjen 1941–červen1942     | 306  |  |
| průzkumný tank          | Aufklärungwagen SdKfz 140/1                               |               | leden 1944–březen 1944    | 74   |  |
| stíhač tanků Marder III | SdKfz 139 Panzerjäger 38 (t)                              | 7.62 sovětský | duben 1942–květen 1942    | 344  |  |
|                         | SdKfz 138 Panzerjäger 38 (t)                              | 7,5           | listopad 1942–květen 1943 | 275  |  |
|                         | SdKfz 138 Panzerjäger 38 (t)                              | 7,5           | květen 1943–červen 1944   | 942  |  |
| stíhač tanků Hetzer     | SdKfz 138/2 auf Fahrgestell Panzerkampwagen PzKpfw 38 (t) |               | duben 1944                | 23   |  |
|                         | SdKfz 138/2 auf Fahrgestell Panzerkampwagen PzKpfw 38 (t) |               | květen 1944               | 50   |  |
|                         | SdKfz 138/2 auf Fahrgestell Panzerkampwagen PzKpfw 38 (t) |               | červen 1944               | 100  |  |
|                         | SdKfz 138/2 auf Fahrgestell Panzerkampwagen PzKpfw 38 (t) |               | červenec 1944             | 100  |  |
|                         | SdKfz 138/2 auf Fahrgestell Panzerkampwagen PzKpfw 38 (t) |               | srpen 1944                | 150  |  |
|                         | SdKfz 138/2 auf Fahrgestell Panzerkampwagen PzKpfw 38 (t) |               | září 1944                 | 190  |  |
|                         | SdKfz 138/2 auf Fahrgestell Panzerkampwagen PzKpfw 38 (t) |               | říjen 1944                | 133  |  |
|                         | SdKfz 138/2 auf Fahrgestell Panzerkampwagen PzKpfw 38 (t) |               | listopad 1944             | 298  |  |
|                         | SdKfz 138/2 auf Fahrgestell Panzerkampwagen PzKpfw 38 (t) |               | prosinec 1944             | 223  |  |
|                         | SdKfz 138/2 auf Fahrgestell Panzerkampwagen PzKpfw 38 (t) |               | leden 1945                | 289  |  |
|                         | SdKfz 138/2 auf Fahrgestell Panzerkampwagen PzKpfw 38 (t) |               | únor 1945                 | 273  |  |
|                         | SdKfz 138/2 auf Fahrgestell Panzerkampwagen PzKpfw 38 (t) |               | březen 1945               | 148  |  |
|                         | SdKfz 138/2 auf Fahrgestell Panzerkampwagen PzKpfw 38 (t) |               | duben 1945                | 70   |  |

V libeňském továrně Českomoravských strojíren představovala zbrojní výroba 85 % celkové produkce závodu.
Dalším příspěvkem Českomoravských strojíren německým okupantům byla výroba letadel:
| Typ letadla                  | počet vyrobených kusů |
| ---------------------------- | --------------------- |
| Focke-Wulf Fw 44 „Stieglitz" | 150                   |
| výsadkový kluzák DFS 230     | 400                   |
| Siebel Si 204D               | 493                   |

Mimo výrobu výše zmíněných letadel probíhaly i opravy letadel typů: Bücker Bü 131, Gotha Go 145, Arado AR 96.

## Reichministerium für Rüstung und Kriegsproduktion (RMfRK)
Říšské ministerstvo zbrojení a válečné produkce použilo všechny prostředky ke zvýšení výroby zbraní. S postupující západní frontou se zmenšovala vzdálenost cílů spojeneckého bombardování a v bezpečí nebyly ani podniky na českém území. Ministerstvo na novou situaci reagovalo plánem „U - Verlagerung" neboli stěhování strategické výroby do podzemí. Pražská pobočka Zbrojní inspekce začala vyhledávat vhodné lokality pro přemístění výroby stíhače tanků Jagdpanzer 38(t) mimo libeňskou továrnu. Z několika lokalit byl vybrán lom v Prokopském údolí v Jinonicích.50°2′32″ s. š., 14°22′26″ v. d.. Projekt na vybudování tunelu dostal krycí název „Eulalie", ale používalo se i označení „projekt E".
Výstavbu tunelu začalo realizovat sdružení firem Lanna a Hlava v květnu 1944 s 655 dělníky. V létě 1944 přistoupila ke konsorciu společnost Brausewetter a navýšila počet dělníků na 1 223 osob. Byly vybudovány podzemní prostory o rozloze 7 000 m². Na jaře 1945 začala podzemní továrna vyrábět převodovky Praga-Wilson.

## Spojenecký nálet
Třetí spojenecký nálet na Prahu byl prioritně zaměřen na průmyslový komplex Českomoravských strojíren v Libni a Vysočanech, kde se nacházela největší koncentrace zbrojního průmyslu v hlavním městě. Vyráběly se zde zejména stíhače tanků Jagdpanzer 38 Hetzer, v roce 1944 jich bylo přes 1200 kusů. Navíc se jejich produkce měla v budoucnu zvyšovat. Datum náletu, tedy 25. březen 1945, byl zvolen zodpovědně, protože byla Květná neděle a počet pracovníků v závodech byl minimální. Přesto si nálet vyžádal stovky civilních obětí. Vojenský úspěch náletu byl nesporný. Oblast „Liben Tank Works“, jak Kolbenku označili američtí stratégové, byla zničena natolik, že po útoku stačily kapacity libeňského ČKD k dokončení necelé desítky Hetzerů. Padesát rozpracovaných tanků muselo být z trosek továrních hal vyproštěno a odvezeno do Milovic. Do vojenského výcvikového prostoru v Milovicích museli zaměstnanci ČKD dojíždět a stroje v provizorních podmínkách dokončovali.

## Českomoravské strojírny, n. p.
Dekretem prezidenta republiky č.100/1945 Sb. byly Českomoravské strojírny, a. s. znárodněny zestátněním. Zpětně, tedy od 1. ledna 1946 zřídil ministr průmyslu Gustav Kliment Českomoravské strojírny, národní podnik. Název Českomoravské strojírny se užíval ještě v srpnu 1945. Výnosem ze 4. září 1946 vrátil ministr průmyslu název Českomoravská-Kolben-Daněk, ale už s označením národní podnik. Na Českomoravské strojírny, n. p. byly převedeny majetkové podstaty Českomoravské strojírny, a. s., ale také majetkové podstaty dalších deseti podniků.